# 홍제동 (서울)
홍제동(弘濟洞)은 서울특별시 서대문구의 법정동이다.

## 유래
중국사신이 드나드는 중요한 육로에 위치한 지역으로 중국사신 및 여 행객이 머물렀던 현재의 국립여관격인 홍제원이 이 지역에 위치하여 동명이 유래하였으며, 원래는 홍제원의 안쪽에 있는 마을이라하여 홍제내리라고 하다가 광복후 홍제동으로 바뀌었다.

## 연혁
| 1914        | 경기도 고양군 은평면 홍제내리   |
| 1936        | 경성부로 편입되면서 홍제정 개칭 |
| 1946        | 홍제동으로 개칭                 |
| 1950 ~ 1970 | 안산동사무소 관할               |
| 1970        | 홍제1·2·3동으로 분할            |
| 1975        | 홍제2·4동으로 분할              |
| 2008        | 홍제1·2동으로 합동              |

## 교통
- 무악재역
- 홍제역

## 명소
- 무악재 고개

## 아파트
| 단지명               | 건설사       | 시행사 | 주소                   | 입주       | 비고 |
| -------------------- | ------------ | ------ | ---------------------- | ---------- | ---- |
| 홍제원 현대          | 현대건설     |        | 서대문구 통일로34길 43 | 2000년 6월 |      |
| 인왕산 현대          | 현대건설     |        | 서대문구 통일로34길 46 | 2000년 7월 |      |
| 홍제 센트럴 아이파크 | 현대산업개발 |        | 서대문구 통일로 395    | 2020년 6월 |      |